# Chiesa dei Santi Pietro e Paolo (San Pietro Val Lemina)
La chiesa dei Santi Pietro e Paolo è la parrocchiale di San Pietro Val Lemina, in città metropolitana di Torino e diocesi di Pinerolo; fa parte della vicaria foranea urbana.

## Storia
La prima citazione della chiesa di San Pietro risale al 1131, allorché, il 1° marzo, ne fu confermata dal conte Amedeo III di Savoia l'appartenenza all'abbazia di Santa Maria di Pinerolo.
Questo luogo di culto è nuovamente menzionato nel 1386 in una nota dalla quale si apprende che esso non aveva mai dovuto pagare il cattedratico in favore dei vescovi di Torino.
Nella relazione della visita pastorale dell'abate Tritonio del 1591 si apprende che il campanile versava in cattive condizioni e che da poco tempo era stata aggiunta un'ulteriore cappella laterale; in quell'occasione egli prescrisse lo spostamento del fonte battesimale.
La chiesa subì vari danni durante l'assedio del forte di Santa Brigida del 1693, cosicché all'inizio del secolo successivo venne riedificata.
Nel 1780 l'altare laterale di San Giovanni, che era in pessimo stato, fu interdetto per decisione del vescovo e due anni dopo si provvide a risistemarlo interamente.
Intorno al 2000 si procedette all'esecuzione dell'adeguamento liturgico secondo le usanze postconciliari mediante l'aggiunta della mensa eucaristica rivolta verso l'assemblea.

## Descrizione

### Esterno
La facciata a salienti della chiesa, rivolta a nordovest, è suddivisa da una cornice marcapiano in due registri, entrambi scanditi da lesene tuscaniche: quello inferiore, più largo, presenta al centro il portale d'ingresso, mentre quello superiore, affiancato da volute, è caratterizzato da un riquadro con raffigurazione sacra di san Pietro e coronato dal timpano mistilineo.
Annesso alla parrocchiale è il campanile a base quadrata, la cui cella presenta su ogni lato una monofora a tutto sesto ed è coronata dalla cupola poggiante sul tamburo.

### Interno
L'interno dell'edificio si compone di tre navate, separate da pilastri abbelliti da lesene e sorreggenti degli archi a tutto sesto, sopra i quali corre la trabeazione modanata e aggettante su cui si impostano le volte, a botte sulla navata centrale e a crociera su quelle laterali; al termine dell'aula si sviluppa il presbiterio, rialzato di alcuni gradini, ospitante l'altare maggiore e chiuso dall'abside di forma semicircolare. 